# 火燒島 (1991年電影)
《火燒島》為台灣出產的監獄電影，於1990年開始拍攝，於1991年正式上映。朱延平执导，成龍、劉德華、洪金寶、梁家輝、庹宗華和柯俊雄主演。儘管本片演員陣容強大，在香港和台灣的票房表現和口碑都不盡理想。

## 劇情
學成歸國的優秀警官黃偉，亲眼目睹自己未婚妻宋雅芳的父親——担任警政署督察主任的宋达宏被枪杀身亡，從現場所發現凶手遗留的一根斷指，著手調查兇手身份，但指紋竟屬於一位三個月前被判死刑的囚犯。為此，黃偉故意犯伤害罪入獄服刑一年多，只為追尋事件的真相。
監獄裏，黃偉碰到了各式各樣原因入獄的人，并与室友小朱成为好友。罪囚劉世傑因思念儿子而越狱最后还是被抓了回来。撞球高手大槌因不愿打假球服输而遭到对手报复，其女友琦琦被打伤住院，为了籌20万元醫藥費情急下跑去賭場賭博，卻被人當成詐賭的情況下與賭場的人起衝突、大打出手，之後誤殺了鋼珠的弟弟而入獄。鋼珠让狱中的小弟大林在狱中杀大槌为弟报仇，却因桂老大出手调停而没有完成任务。
一次劉世傑偷开警车携带桂老大一起逃狱，途中却出卖了桂老大致使桂老大被仇视他的监狱科长杜子平打死。劉世傑第三次逃狱时开警车撞死了一名狱警而被判处死刑。鋼珠得知大槌在狱中活得好好的，于是动手打警官而主动入狱想为弟报仇，他在狱中与大槌展開一場對決，對決之後两人化敵為友，并一起痛恨让囚犯互相伤害执法犯法的狱警们。
大林受科长指示欲報復黃偉，利用针筒在黃偉居住的監舍內的燈泡上做手腳却致使觸碰灯泡的小朱被炸身亡。黃偉气急之下动手杀了戒護科科長杜子平。之后黃偉被判处死刑然而却没死。原来在典獄長的指示之下，黃偉与大槌、鋼珠、没死的劉世傑（之前的死刑是假的）赴菲刺殺毒犯，大槌、鋼珠、劉世傑三人尽管射杀了毒贩却终不敌菲方军警众多，皆不幸在欲乘飞机逃离的机场跑道上被射身亡。
之后黃偉去找典獄長算账，得知典獄長利用“死囚”杀人然后再杀了死囚达到灭口的完美计划：被刺的菲律宾毒贩跟典獄長是同伙，而杀宋达宏是因为宋想要调查他。黃偉想枪杀典獄長为死去的那些人报仇，而典獄長则想用金钱收买求黄放过他。最终典獄長被黃偉的上司淼生拘捕。

## 角色
| 演員   | 角色         | 粵語配音      | 備註 |
| 成龍   | 大槌         | 黃志成        | 撞球高手 入獄前是位剛出道的小人物 後因為女友被誤傷性命垂危，再加上籌醫藥費的情急下跑去賭場賭博。卻被人當成詐賭的情況下與賭場的人起衝突、大打出手。之後誤殺了鋼珠的弟弟而入獄! 接著得知鋼珠入獄之後而與鋼珠展開一場獄中對決，在對決之後與鋼珠關係化敵為友、相知相惜。而後在典獄長的指示之下參與赴菲刺殺毒犯計畫，最後與鋼珠、劉世傑，三人皆不幸被射身亡。                                                                                                |
| 劉德華 | 鋼珠         | 張炳強        | 賭場老闆，鬼影幫老大 得知弟弟的死跟大錘有關。故而歐打警務人員入獄，實質上要殺大錘，之後在兩人獄中對決後關係變得相知相惜。而後在典獄長的指示之下參與赴菲刺殺毒犯計畫，最後與大錘、劉世傑，三人皆不幸被射身亡。 |
| 洪金寶 | 劉世傑       | 林保全        | 監獄犯人 因獄外有個心愛的兒子多多，曾多次越獄但失敗，一次逃獄行動中，因受典獄長要脅而間接害死桂老大 最後一次因偷警車越獄，過程中衝撞一名獄警致死而被判處死刑。實際上，而後在典獄長的指示之下參與赴菲刺殺毒犯計畫，最後與大錘、鋼珠，三人皆不幸被射身亡。 |
| 梁家輝 | 黃偉         | 陳欣          | 臥底警察 因親眼目睹未婚丈人被殺時鋌而走險進行苦肉計，故犯傷人罪而入獄。實質上暗中調查未婚丈人宋達宏的死因，在獄中見識形形色色的囚犯，也認識了小朱、劉世傑兩位。成了無話不說的好友，之後親眼目睹小朱被炸死。情急之下憤而殺死戒護科長杜子平被判死刑，實質上受典獄長指示下參與赴菲刺殺毒犯計畫。接著親眼目睹同行的大錘、鋼珠及劉世傑皆被射殺，在目睹劉世傑被射身亡臨死前承諾照顧他的兒子! 最後也調查出當年殺死宋達宏的幕後指使者是典獄長，將典獄長束手就摛 |
| 庹宗華 | 朱家貴／小朱 |               | 黃偉獄友，養一老鼠寵物小乖，生性懦弱怕事，家境原本富裕，但其奶奶因幫其上訴導致耗盡家產，因鋼珠小弟大林受上頭指示欲報復黃偉，遭大林於監舍內的燈泡做手腳而誤觸被炸死 |
| 柯俊雄 | 典獄長       | 盧雄          | 典獄長，實為大反派，勾結毒梟，隻手遮天 |
| 王羽   | 桂老大       | 陳永信        | 幫派老大，因逃獄被擊斃 |
| 曹健   | 宋达宏       | 盧雄          | 宋雅芳之父，黄伟的老师，警政署督察主任 |
| 王萊   | 未具名       |               | 朱家貴的祖母，一心想幫孫子上訴 |
| 葉全真 | 宋雅芳       |               | 黃偉的女友 |
| 琦琦   | 琦琦         |               | 大鎚的女友，模特兒，遭黑幫誤殺重傷 |
| 張國柱 | 淼生         |               | 警察， 黃偉的上司 |
| 徐承義 | 鋼珠之弟     |               | 在賭場中遭大錘誤殺 |
| 方正   | 未具名       |               | |
| 陳彥儒 | 多多         |               | 劉世傑的兒子 |
| 高捷   | 大林         | 馮永和        | 鋼珠的小弟 |
| 秦豪   | 鋼珠手下     | 張炳強/朱子聰 | |
| 葉榮祖 | 監獄犯人     | 葉榮祖        | |
| 倪敏然 | 警察局科長   | 盧雄          | 科長 |
| 杜福平 | 杜子平       | 張炳強        | 反派，戒護科科長 |
| 楊雄   | 大明         |               | 鋼珠的小弟 |
| 鐵孟秋 | 未具名       |               | 黑帮老大 |
| 熊海靈 | 未具名       |               | |
| 余邦   | 未具名       |               | |
| 顧寶明 | 未具名       |               | 獄卒 |
| 張瑞竹 | 未具名       |               | 濕身女子 |

## 原聲帶曲目
1. 序曲－生存
2. 亡命之街
3. 寬恕
4. 握手的人不會怕冷
5. 最後一仗
6. 誓約
7. 夕陽西下，喝杯茶吧
8. 我只能和暴力共眠
9. 最後一槍(演唱)

## 製作
根據朱延平導演本人的訪問，由於被黑社會逼迫，他與成龍才會參與這部電影。黑社會亦指明要成龍做男主角，但成龍只有五天時間拍攝（因為成龍同時執導拍攝《飛鷹計劃》），導致電影整體結構十分粗糙及倉卒。此外，成龍第一天拍攝的戲份就是與劉德華的對打戲，一天總共拍了270個鏡頭。而成龍在此戲的鏡頭大多是替身，補戲也用了十七天時間。

## 備註
1. ↑  1991年台北票房 的存檔，存档日期2008-03-05.，〈台灣電影資料庫〉
2. ↑  . 2019-11-10  [2022-01-24]. （原始内容存档于2022-06-11）.

## 外部連結
- 開眼電影網上《火燒島》的資料（繁體中文）
- 豆瓣电影上《火燒島》的資料 （简体中文）
- 时光网上《火燒島》的資料（简体中文）
- AllMovie上《火燒島》的资料（英文）
- 爛番茄上《火燒島》的資料（英文）
- 香港影庫上《火燒島》的資料（繁體中文）
- 互联网电影数据库（IMDb）上《火燒島》的资料（英文）